# Rapona tiliifolia
Rapona tiliifolia là một loài thực vật có hoa trong họ Bìm bìm. Loài này được (Baker) Verdc. miêu tả khoa học đầu tiên năm 1972.